# Horizon Zero Dawn
『Horizon Zero Dawn』（ホライゾン ゼロ ドーン）は、ソニー傘下のゲリラゲームズが開発したゲームソフト。
人類の文明が崩壊し、原始的な狩猟・採集をする生活をする人類と、動物を模した機械生命体が闊歩する世界を舞台としたオープンワールド型のアクションRPG。
2017年3月2日に、PlayStation 4用ゲームソフトとしてソニー・インタラクティブエンタテインメントより発売された。
2020年8月7日には、PC版（拡張コンテンツを含むコンプリート版）がSteamおよびEpic Games Storeで配信開始。
タイトルの「Zero Dawn」とは、直訳で「ゼロからの夜明け」、意訳すると「新たなる夜明け」を意味する。

## 概要
開発はゲリラゲームズ社が行い、完成までに6年を要した大作。プレイヤーは主人公の女性 アーロイとなり、ハンターとして機械生命体を狩り、自身の出生の秘密や、この世界の真実に迫る。アーロイは機械をオーバーライド（ハッキング）することで、機械に乗って移動したり、共に戦う事が可能となる。
ディスク版としては「通常版」の他に「初回限定版」も発売された。限定版にはアートブック、PS4用のオリジナルテーマとゲーム内で使用できるアイテム3種類が同梱された。PlayStation Storeでのダウンロード販売も行われ、こちらでの限定版は「デジタル初回限定版」となった。
世界各地で概して高い評価を得て、その年のSONYゲーム機のゲームで最高の一作だと評価されもし（#評価）、日本でも日本ゲーム大賞のフューチャー部門賞も受賞。世界累計での売り上げ本数は760万本に達し、ゲリラゲームズのゲームとしては最も売れたゲームとなった。2019年3月に1000万本に達したことが公表された。
PlayStation 4 Proならば4K画質でプレイ可能。
2017年11月7日、拡張コンテンツ『Horizon Zero Dawn：凍てついた大地』がリリースされた。その後、通常のコンテンツに加えて「凍てついた大地」も最初から収められた「Complete Edition」が販売されるようになった。2019年以降は「Complete Edition」のディスクが廉価版の「PlayStation Hits」シリーズとして販売されている。
PC版は2020年8月7日にSteamおよびEpic Games Storeで配信開始された。
本作は2020年11月に発売されたPlayStation 5でもプレイ可能で、2021年9月配信のパッチにより4K/60fpsにも対応した。
2022年1月、PlayStation VR2専用のシリーズ作品『Horizon Call of the Mountain』の開発が発表された。
2022年2月18日には続編の『Horizon Forbidden West』のPS5版およびPS4版が同日発売。
2024年10月31日には、本作のリマスター版がPS5版とPC向けに発売された。

## ストーリー
かつて繁栄を極めた高度な文明が崩壊した未来……。人類は動物の姿をした自律型の「機械」が闊歩する世界で、狩猟・採集を中心とした古代レベル ～ 鉄鋼による鍛冶を行う中世レベルの生活を送り、宗教はシャーマニズムや太陽信仰などを信仰していた。
プロローグ
異端者である養父ロストに育てられている主人公の少女・アーロイは、ノラ族の「安息の地」で生活しながらも、出生にまつわる謎のせいで「異端者」と位置付けられ、部族の大人からは忌み嫌われ、同世代の子供たちからもいじめられる生活を強いられていた。
そんなある日、幼いアーロイはひょんなことから古い遺跡に落ちてしまい、そこで古の時代のデバイス「フォーカス」を見つける。その後アーロイは、自分を苦しめる原因になっている「自身の出自の謎」を探ろうと思い立ち、それを可能にしてくれる機会につながるであろう、ノラ族の義勇兵になるために必要な試練に将来挑むことを決意する。
アーロイの辛い気持ちを理解してくれたロストは、彼女に狩りや戦闘技術の訓練を施す。それから時が経ち、アーロイは試練を受けられる青年女性へと成長した。試練を受けたアーロイは、挑戦者の願いを大長老が叶えてくれるしきたりになっている最高成績で合格。しかし、その直後に謎の集団の襲撃を受け、ロストはアーロイを守って殺されてしまう。
命拾いしたアーロイは大長老ティルサから、赤子の自分が聖地「大いなる母」の機械の扉の前に置かれていたことを明かされ、その扉に案内される。アーロイは扉の中に入ろうとするが、「アルファ・レジストリの破損」との合成音声が流れるばかりで扉は開かない。大長老はアーロイを安息の地の外に出ることが許される「天命の使者」に任命。アーロイは襲撃者の正体を探るため、また自身の出生の謎を明らかにするため、ノラ族の地を旅立つ。
序盤
手がかりを求めてカージャ族の首都メリディアンにたどり着いたアーロイは、首都爆破計画を阻止するなどの活躍によって、カージャ族の王アヴァードやオセラム族のエレンドの信頼を得ていく。そして、調査を進めていくうちに、襲撃者の正体がカージャ族から分離した「シャドウ・カージャ」の一派であるカルト集団「エクリプス」と、その首領ヘリスであることを突き止める。
その一方で、アーロイは自身の出生の謎を追っていた際に、フォーカス通じて謎の男サイレンスからの接触を受ける。サイレンスは古の文明について詳しく、彼の協力を得て各地の遺跡を探索。その結果、徐々に古の時代の歴史が紐解かれていく。
旧文明の時代は、今から約1000年前であること。その頃に存在した多国籍企業「ファロ・オート・ソリューション(FOS)」が生み出した自律無人兵器軍団「スワーム」が異常をきたし、世界を蹂躙し始めたこと。それを止めることがもはや不可能であったため、天才女性科学者エリザベト・ソベックがやむを得ず、スワームが地球を滅亡させ機能停止した後に再び生物圏と文明を再生させる完全自動テラフォーミング計画「プロジェクト：ゼロ・ドーン」を立案したことが判明する。
中盤
アーロイはさらにその「プロジェクト：ゼロ・ドーン」について詳しく調べようとするが、サイレンスによると「プロジェクト：ゼロ・ドーン」の施設はシャドウ・カージャの拠点である「落陽の砦」の地下にあるという。アーロイは落陽の砦に潜入して地下の施設に入り、そこで「プロジェクト：ゼロ・ドーン」のために開発されたAI「ガイア」の存在と、ガイアの副次機能の一つで文明再生失敗時のリセット機能を担う「ハデス」がガイアに背いて暴走状態になり、エクリプスを操っていることを知る。
また、そこでアルファ・レジストリの正常なデータを発見し、フォーカスにアップロードする。しかしその直後、アーロイは地下施設に入ってきたエクリプスに捕えられ、ヘリスによってフォーカスを壊されてしまう。ヘリスはアーロイに「ノラ族への攻撃をエクリプスに命じた」と告げ、彼女を太陽の広場に放り込む。アーロイは絶体絶命の危機に陥るが、そこにサイレンスが救助に駆け付け、彼と共に落陽の砦を脱出する。
サイレンスは自身のフォーカスを通じて、ヘリスに壊される前にアーロイのフォーカスのデータを全てコピーしており、そのデータを入れた新たなフォーカスをアーロイに渡す。アーロイはそれを受け取り、エクリプスの襲撃が迫るノラ族の安息の地に急ぎ向かう。
終盤
アーロイが安息の地に着くと、そこは既にエクリプスや禍ツ機などによる襲撃によって焼け野原と化しており、ノラ族には大勢の犠牲者や負傷者が出ていた。生存者達は聖地「大いなる母」に避難しており、アーロイはエクリプスと機械達を激闘の末に退ける。
その後、アーロイは「大いなる母」の機械の扉に向かい、落陽の砦の地下で入手した正常なアルファ・レジストリのデータを使用して扉を開き、中の施設を探索。この施設の正体が人類の再生、育児、教育を行うためのゆりかご施設「エレウシス9」であることを知る。さらにガイアからのメッセージが残されており、それによってアーロイは遂に自身の出生の真実を知る。
ハデスはテラフォーミングシステムを逆用して地球上の生命全てを消し去ろうとしており、ガイアはそれを阻止するために自己消滅を選んでいた。そして、自分の最後の望みを託すため、施設に保管されていた遺伝子素材を使って新たなエリザベト・ソベックを作り出していた。そのガイアによって作られた『エリザベト・ソベックのクローン』こそがアーロイだった。
さらにガイアは、ガイア・プライムに保管されている「マスター・オーバーライド」を使えばハデスを破壊できると告げる。その言葉に従ってアーロイはガイア・プライムの遺跡に向かい、探索の末にマスター・オーバーライドを入手する。
しかし、そこでサイレンスの話から、ハデスがカージャの領地にあるかつてスワームを停止させたデータ送信装置「導きの塔」から蘇生信号を送信し、世界中に眠るスワームの機械たちを目覚めさせて地球上の全生命を滅ぼそうとしていることが判明する。
ラスト
アーロイはメリディアンに向かい、アヴァードに「世界の危機」が迫っていることを報告。彼の部下のマーラッドによって王国中に知らせが広められると、アーロイがこれまでの旅で出会った仲間たちが各地から加勢に駆けつけ、皆で導きの塔を死守する防衛線を張り、決戦に備える。
翌日、ハデス率いる大勢のエクリプスと大量の機械が現れ、世界の存亡を賭けた決戦がはじまる。アーロイ達は総力を結集して戦うが、ハデスは防衛網を突破し導きの塔に到達してしまう。ハデスが蘇生信号の送信を開始し、世界中でスワームの機械が目覚め始めてしまう。
アーロイは死闘の末にハデスを守る大型機械を倒し、マスターオーバーライドを取り付けた槍をハデスに突き立てる。これによってハデスは停止し、同時に蘇生信号の送信も世界中で目覚めたスワームの機械達もすべて停止。アーロイたちは決戦に勝利し、世界を危機から救うことに成功したのだった。
エピローグ
メリディアンの決戦の後、アーロイは各地を旅し、古の時代にエリザベトの自宅とその庭であったであろう場所にたどり着き、エリザベトの遺体を見つける。過去のガイアとエリザベトの会話データから、愛の大切さを理解したエリザベトだからこそ、ガイア計画を立案し、他者のため未来の人類のために自分の命を捧げることも躊躇しなかったのだと知る。
場面は変わり、知識欲に駆られたサイレンスは、知識の探求を続けるためにハデスを密かに回収。暴走の原因であるコマンドを送った者の正体を探るため、巨大母艦型スワームの残骸へと去って行った。

## システム
オープンワールド型で、クエストを攻略してストーリーを進める。登場する機械獣の一部はオーバーライド（ハッキング）する事で味方にでき、一部の機械は騎乗して乗り物として使える。

### バトルと成長要素
プレイヤーはアーロイを操作し、槍や弓矢などの武器を使って機械や敵対する人間と戦う。クエストのクリアなどで経験値を獲得しレベルアップするとアーロイのHPが上昇する。獲得したスキルポイントを割り振ることでバトルなどに役立つスキルを習得していく。
武器や防具(衣服)を商人などから入手したり、スロットに改造アイテムを装着して強化することが可能。

### フォーカススキャン
アーロイが装着している旧時代の小型HUD装置(フォーカス)を使い、R3ボタンで周囲の情報をスキャンして機械の弱点や足跡、クエストの進行に必要な人の痕跡などを読み取ることができる。
フィールドに落ちている旧時代の記録端末などに残されたテキストや音声データをスキャンすることも可能で、世界崩壊前の状況を断片的に知ることができる。また世界復興後に作られた書物なども便宜的にフォーカススキャンで調べるようになっている。これらは「データポイント」としてメニューに記録され、世界観を理解する上で重要な要素となっている。

### フォトモード
OPTIONボタンで選択できる項目の一つに「フォトモード」も用意されている。静止した状態でカメラの位置や角度、焦点などまさにカメラのような様々な調整を施せる。SHAREボタンによるスクリーンショットを取ることに特化したモードであり、アップデートによりこのモード中にアーロイにポーズをとらせられるようになった。逆に、純粋な風景写真を残すために、アーロイを消すことも可能。

## 登場人物

### ノラ族
アーロイ（Aloy）
声 - 高垣彩陽、久野美咲（幼少期）
本作の主人公。弓矢や槍を狩猟具として使い、機械を狩る女性狩人。ぶっきらぼうな言動が目立つが、基本的には優しい性格で歩み寄る者を拒絶しない。一方で、話し相手がロストしかいなかったこともあり、コミュニケーションに問題がある一面も見せる。
「ノラ」という部族の人間であるが、生まれながらに異端者として部族の人間と話すことすら禁じられており、同じく異端者であった壮年の男性「ロスト」に育てられた。ただし、大長老の一人「ティルサ」などはアーロイに優しい眼差しを投げかけてくれており、異端者として扱うのを良しとしていない。
幼少時に迷い込んだ「鉄の遺跡」で偶然に発見した小型装置「フォーカス」を右耳の上あたりに着けている。その「フォーカス」に備わったスキャニング機能により、普通の人々には見ることができないことを見て、聞くことができないことを聞けるようになり、便利なので使うようになったが、アーロイ自身も「フォーカス」が本当はどのような由来のもので、機能としてはどのようなものがあるか完全には理解していない。養父のロストが狩りのしかたを教えてくれ、背の高い草の中でしゃがむことで「機械」から身を隠すことができることも教えてくれた。自分の出自に疑問を持ち、その答えを得るために最高成績を出せば望みのものが与えられるというノラ族の試練に挑むことを目指す。
生まれつき異端者として部族の人間から離れて生きたため、ノラ族が尊ぶ掟に関して無頓着(ノラ族は基本的に異端者でも可能な限り掟には従う)。ノラ族が忌避する古代技術が眠る「鉄の遺跡」を遊び場のように育っており、ある程度であれば技術的な用語も理解できる。
試練を最高成績で突破するもカルト集団「エクリプス」による襲撃を受け、数多くの犠牲者の中で何とか生き残る。この生還を経て、ティルサから自分の出自を知らされ、その謎と襲撃してきた集団の正体を探るために聖域の外での活動が許された「天命の使者」となる(異端者と違い、聖域の出入りが許されている)。
任命後に襲来してきた機械「コラプター」が装備していた他の機械を操る装置を回収しており、これを槍に括り付けることによって「オーバーライド」が可能となっている。
ロスト（Rost）
声 - 立木文彦
アーロイの養父。ノラ族の異端者であり、彼を知る者からはなぜ異端者になったのかを不思議がられるが、その理由を話すことはない。出自に悩むアーロイに試練を突破すれば部族の一員として迎えられることを教え、10年に及ぶ厳しい修行を通して自然の中で生きる術をアーロイに伝える。本心からアーロイを大切に思っており、彼女が試練を突破したあと、異端者である自分との交流が仇になることを見越して身を隠そうと考えていた。試練の直後にノラ族を襲撃したエクリプスの首領・ヘリスからアーロイを救出、奮戦するが敗北する。身を挺してアーロイを爆弾の爆発から守り、遺体は粉々となってしまう。その後は自宅近くに建てられた墓に訪問できる。ロストがなぜ異端者となったのかは、ストーリー終盤にてティルサが話をしてくれる。
ティルサ（Teersa）
声 - 沢田敏子
ノラ族の大長老の一人。心情を配慮し、時には掟に従わないことも良しとする柔軟な気質。生まれながらの異端者であるアーロイに名付ける許可を与えたり大長老しか入れない山の中に案内もした。
ランスラ（Lansra）
声 - 谷育子
ノラ族の大長老の一人。掟に固執して非常に頭が固い。加えてアーロイのことは鉄の悪魔を父としているなど、悪魔の使いのような扱いをしている。
ジェザ（Jezza）
声 - 佐藤しのぶ
ノラ族の大長老の一人。口数が少なく、細かいスタンスは不明。少なくともランスラほどアーロイを危険視はしていない。
ソナ（Sona）
声 - 勝生真沙子
ノラの義勇団の団長。勇猛な女性。厳格な性格で、息子のヴァールが自分の命令に反して合流してきた際は叱責するも、最終的には合流を許している。彼女の発見後は、襲撃者の拠点を逆に襲い殲滅する。
ヴァール（Varl）
声 - 櫻井トオル
ソナの息子で、義勇兵。襲撃者の追撃をしていたが、母ソナの命令で門を守っていた。アーロイに襲撃者の追撃から戻ってこないソナの捜索を依頼し、後に合流する。
ヴァーラ（Vala）
声 - 平野夏那子
ソナの娘。試練の前夜、宿舎でアーロイに友好的に話しかけてきた。試練の直後にエクリプスの襲撃で命を落とした。後にアーロイは「彼女となら友達になれただろう」と語っていた。
バスト（Bast）
声 - 西健亮
ノラ族の青年。アーロイやヴァーラと共に試練を受ける。異端者を蔑んでおり、アーロイに対して冷淡に接する。また、幼少期にアーロイに石をぶつけて怪我を負わせている。試練の直後にエクリプスの襲撃で命を落とした。
レッシュ（Resh）
声 - 青山穣
ノラの義勇兵。アーロイを蔑み、彼女に対してキツく当たる。
テブ（Teb）
声 - 木島隆一
ノラ族の防具職人。負傷して機械獣に襲われかけたところを、幼少期のアーロイに助けられた過去を持つ。その後、アーロイが成長して試練を受けに来るのをずっと待っており、彼女に手製の義勇兵の衣服を製作した。

### カージャ族
アヴァード（Avad）
声 - 阪口周平
カージャ族のトップである「サン王」の地位にいる男性。アーロイの噂を知り、メリディアンを訪れた彼女に行方不明となったエルサの捜索を依頼する。父親だった先王ジランの「赤の動乱」に耐えかね、オセラム族の義賊であったエルサ達に協力を取り付け、ジランを倒すことに成功する。父親のカージャ至上主義と懇意としたエルサに影響され、即位後は純血のカージャ族にのみ認められていた権利を放棄した。
マーラッド（Marad）
声 - 後藤光祐
アヴァードの側近。「潔白のマーラッド」の異名を持つ。
タラナー・カーン・パディシュ（Talanah）
声 - 御沓優子
メリディアンの狩人の館の「タカ」を務める女性。狂王ジランの粛清でタカだった父と兄を亡くし、その事実を覆い隠し権力の座に就いた上司アシースを憎んでいる。アーロイをツグミ(弟子)にし、協力してアシースを追い落とす。
ヴァナーシャ（Vanasha）
声 - 甲斐田裕子
カージャ族の女性。スパイとしてシャドウ・カージャの本拠地である「落陽の砦」に潜入している。無実の罪を着せられたウーシッドの救助や、イターメン王子とナサーディ皇太后の亡命の手助けをアーロイに依頼してくる。
ジラン（Jiran）
アヴァードの父親にして先代のサン王。故人。
当初はまともな国政を営んでいたが(カージャに偏重してはいた)、凶暴化する機械獣への対処で心を病み、太陽神を自称してノラやオセラムの生贄を求めるようになる。被害妄想に取りつかれており、自身を批判した息子さえ処刑の対象として見せ物にする暴君だった。ただし、亡くなったヘリスの家族を王家と同じ場所に葬ることを許すなど、完全に正気を失ったわけではない。

### オセラム族
エレンド（Erend）
声 - 宮内敦士
オセラム族の精鋭部隊「ヴァンガード」のメンバーで、隊長エルサの弟。オーリンと共にカージャからの特使の護衛としてノラ族の集落に派遣され、そこでアーロイと知り合う。アーロイがカージャの首都メリディアンを訪れた際は、エルサが死体で発見されたことでヴァンガードの隊長となっていた。自暴自棄になり酒に酔っていたが、アーロイの協力を仰ぎながら隊長の役目を果たしていく。
エルサ（Ersa）
声 - 佐竹海莉
エレンドの姉で、精鋭部隊「ヴァンガード」の隊長。アヴァードと協力し、狂王ジランの打倒に大きな役割を果たした。シャドウ・カージャに殺されたと思われたが、遺体は彼女の服を着せられた別人で、彼女自身は生きて幽閉され拷問を受けていた。さらに、彼女の死を偽装し幽閉したのはシャドウ・カージャではなく、オセラム族長のデルヴァールだった。
オーリン（Olin）
声 - 志村知幸
エレンドの知人。フォーカスをつけたトレジャーハンター。彼のフォーカスは別のネットワークに接続されており、何かしらのプロテクトが施されている。試練の前日にアーロイと出会い、会話中にフォーカスに異常が発生していたが、それはハデスがアーロイの存在を検知したことによるものだった。このことからオーリンがエクリプスを手引きした裏切り者だと判断して追跡する。妻子を持ち、エクリプスに協力したのも家族を人質に取られていたためであった。フォーカスを通して聞いたハデスの声は、とてつもなく冷たく恐ろしいものだったという。
デルヴァール（Dervahl）
声 - 間宮康弘
オセラム族の族長。ただし、今はオセラムから抹殺命令が出されるほどに憎まれている。非常に狡猾で、部族から差し向けられた刺客たちから生き延びていた。家族を生贄として殺害したジランを憎み復讐を企んでいたが、その計画はカージャの民すら対象に含まれていたため、エルサ達に排斥された。ジランが倒れてもカージャへの憎悪は衰えず、王とその民を虐殺しようと企んでいる。旧文明にも理解を持っており、音波によって人間の動きを封じる装置などを作成している。エレンドの姉・エルサがシャドウ・カージャに殺されたように偽装し、上記の装置で動きを封じて幽閉して拷問していた。さらに、大量のブレイズを使ってメリディアンを大火に包み、その様をアヴァードに見せつけ殺害する計画を立てていた。アーロイによってエルサ殺害の痕跡から真相を突き止められてしまい計画を妨害される。アヴァードと護衛の動きを止める所までは成功するが、アーロイの襲撃を受けて敗北する。その後はオセラムとカージャの交渉のために殺さずに捕縛された。その後は牢獄で捕まっている様子を見ることができ、話しかけると強気な態度を見せるも次第に弱気になっていく。

### バヌーク族
サイレンス（Sylens）
声 - 堀内賢雄
突然アーロイのフォーカスに通信を入れる形で登場し、アーロイの敵である秘密結社エクリプスの持つフォーカスを無効化するなど、アーロイをサポートしてくれる謎の男。アーロイに断片的な情報を提供し指示を与えるが、かといって出来事の全体像を教えてくれるわけではない。
知識欲にとりつかれた男で、長年にわたって旧時代の文明を独自に研究していた。眠っていた危険なハデスを発見し蘇らせてしまった張本人。シャドウ・カージャの信仰を利用して「埋もれし影」を演じるハデスに服従するエクリプスを組織した。ハデスと対話するうちに、旧文明の様々な知識を餌としてちらつかせるハデスの手先となるが、後に「用済み」とみなされ、エクリプスから命を狙われる立場となった。
エクリプスの通信を傍受してアーロイの存在を知り、行動を追跡するうちに彼女が開かない扉の鍵(＝エリザベト・ソベックの遺伝子)を持つことに気付く。自身の研究のため半ば強制的にアーロイを導くようになり、結果的にストーリーの中核に繋がっていく。
アーロイがハデスを倒した後、遠隔地からハデスの危険な機能プログラムを取り出し、特殊容器の中に入れて持ち去る。ハデス暴走のきっかけとなったコマンドを送り付けた何者かの元へと案内させようと語りかけるところで本編は終了する。
DLCでは本編では触れられなかった彼の過去が明かされ、バヌーク族の出身ということが判明する。しかしバヌーク族からは仲間とは見られておらず、彼のことを聞こうとしても不機嫌な顔をされる。
ブリン（Brin）
「機械の血」を飲む嗜好によってバヌークを追放された元シャーマン。サン・カージャの領土にある人里離れた一軒家に住んでいる。アーロイは嫌々ながらも機械の血の収集に協力する。血を飲んで引き起こされた幻覚の内容を語るが、単なる幻覚症状というだけでなく機械の成り立ちに関する情報が含まれている。

### シャドウ・カージャ
ヘリス（Helis）
声 - 星野貴紀
シャドウ・カージャの戦士で、カルト集団「エクリプス」のトップに立つ男。狂王ジランに仕えていた頃から「サンの死神」と呼ばれており、彼の殺害を免れたものはいなかった。ハデスの命令を受けてエクリプスを率いノラ族を襲撃する。アーロイを倒し殺害を試みようとした隙にロストの妨害を受けるも、ロストとアーロイを爆弾で殺そうとした。自身の戦闘能力を神の加護によるものと感じていたが、アーロイの殺害に失敗したことで疑念を持つようになる。その後はアーロイを捕縛することに成功し、かつての失敗やアーロイによる戦士の死は神の試練だったと確信する。そして太陽の広場にて、アーロイを死ぬ運命に処すが、救出に来たサイレンスの妨害に遭いまたも失敗してしまう。終盤にメリディアンへとエクリプスを率いて攻め込むも、アーロイとの一騎打ちの末に倒された。
バハヴァス（Bahavas）
声 - あべそういち
シャドウ・カージャの大祭司。王子イターメンが幼少なのをいいことに、シャドウ・カージャの政治を牛耳っている。シャドウ・カージャの切迫した食糧事情を解決するため、密かに「口減らし」と称して老人や病人・幼子など戦えない者を大勢殺害させた。その実行犯を戦士のウーシッドが捕えてきたが、すぐに釈放し、逆にウーシッドを罪人に仕立てて首に賞金を懸けた。その後襲撃者を差し向けるも、アーロイと共闘したウーシッドにより倒された。
イターメン（Itamen）
声 - 武田華
シャドウ・カージャの王子で、前サン王ジランと皇太后ナサーディの息子。アーロイとヴァナーシャの手引きで、母親と共にメリディアンに亡命した。
ナサーディ（Nasadi）
ジランの未亡人。息子のイターメンと共にメリディアンに亡命した。ヘリスからは太陽王になるべきイターメンを甘やかしている存在として疎まれている。
ウーシッド（Uthid）
イターメンを真の王と信じ、シャドウ・カージャに加わった腕利きの戦士。自分の食料を子供たちに与えたり、年寄りや病人を傷つける人間を懲らしめるなど、正義感の強い性格。老人や病人・幼子などを次々と殺害していた犯人を捕らえてバハヴァスの前に連行したが、その犯人が釈放され、自分に嫌疑がかけられて賞金首にされてしまう。ヴァナーシャの依頼で彼を探しに来たアーロイと出会い、彼女に事の顛末と、事件の黒幕がバハヴァスであることを話す。その後、襲撃者をアーロイと共に撃退し、自らの手でバハヴァスを倒した。

### 21世紀の人物
エリザベト・ソベック（Elisabest Sobeck）
声 - 高垣彩陽
天才科学者にして、プロジェクト：ゼロドーンの発案者で最高責任者。緊急事態に陥ったファロに呼び出されてその資料を目にし、絶望的事態であることを悟る。手遅れであるという状況を理解せず往生際悪く密かに処理しようとするファロの要請を切って捨て、最悪の救済計画のための共犯者として全資産の提供を約束させる。その後はプロジェクトを指揮しつつ中核となるガイアの育ての親として活動していたが、ガイア格納施設の封印を完遂する為に故障したハッチを外側から操作して閉鎖。封印後は最期の願いであった帰郷を果たし自宅の庭先で息絶えた。
テッド・ファロ（Ted Faro）
声 - 桐本拓哉
セオドア・ファロとも呼ばれる。ファロ・オート・ソリューションの責任者にして、世界を崩壊させた元凶。FASを一大企業へと押し上げたその腕前は間違いなく一流であるが、管理者としては稚拙。緊急用のバックドアの必要性を理解せずに排除し、問題が起こってからは手遅れになるまでエリザベトの協力を仰ごうとはしなかったために、スワームの暴走を招いた。その後はプロジェクト：ゼロドーンのスポンサーに押し込められ、各分野の責任者「アルファ」たちと行動を共にするようになるも、精神に異常をきたしてエリザベトに強く依存するようになっていた。なお、エリザベト以外は彼とは極力接触を拒絶していた様子。
さらには、エリザベト以外には無断でオメガ権限なる上位者権限を設定して自分とエリザベトに付与。エリザベトの死後に「世界を破壊するような知識を残してはいけない」として、アポロのデータを消去した挙句に各分野の責任者たちを密室に閉じ込めて酸素を抜いて抹殺するという凶行に出ている。なお、次作でその後の動向が語られる。
アーロン・ヘレス（Aaron Herres）
世界崩壊前の最後の米軍のトップ。エリザベトの要請を受け不屈の勝利作戦を指揮した。ロボットによる軍の自動化を推進したことや、不屈の勝利作戦で歴史上最多の犠牲者を出したことに強い自責の念を抱き、自らの罪の告白をアーカイブするようエリザベトに頼む。
トラビス・テイト（Travis Tate）
スターリング・マルキート事件というサイバー犯罪を起こした逃走犯だったが、エリザベト・ソベックによりゼロ・ドーン計画に招聘され、ハデスの開発を担当した。有能ではあるが施設内で大音量のデスメタルを流したり、大量のポルノ漫画を持ち込むなどで同僚(特にアポロの開発リーダー)から迷惑がられている個性的な人物。次作では、ゼロ・ドーン計画のサイバーセキュリティ責任者を兼務していることが明かされ、ファー・ゼニスによるガイアの複製を奪う計画を阻止するなど活躍していた。また、彼なりにプロジェクトに対するやる気とエリザベト・ソベックへの敬意は持ち合わせていることも明らかになった。
バシャール・マティ（Bashar Mati）
FASに勤務していたエンジニア。5万年以上の耐久性能がある記憶装置を開発していた。ゼロ・ドーン計画には直接関与していないが、元同僚のメールを盗み見て世界の終末が近いことを知り、「世界滅亡ダイアリー」と題した半生記を録音し思い出の地に残す。それらはヴァンテージポイントと呼ばれる収集要素になっており、個人的な内容がほとんどだが、21世紀半ばの文明や世界情勢を知る手がかりの一つになっている。

### 人工知能
ガイア（GAIA）
声 - 高乃麗
エリザベト・ソベックとプロジェクト：ゼロ・ドーンの参加者が開発したAI。完全自動テラフォーミングシステムの中核を担う。ユタ州北部のキングスピークという山の頂上に造られた施設「ガイア・プライム」内に設置されていた。
極度のAI不信者と化したテッドの提唱により、他のアルファたちに無断で最上位命令権限「オメガ権限」が設定されている。この権限を持つのはエリザベトとテッドのみで、ガイア・プライムを含めた全機能を掌握できる。人格を持つガイアに殺害機能付き首輪をつけることと同義でエリザベトは渋っていたが、ガイアもこの権限の必要性を認識しており実装を推奨している。
それぞれの機能に特化した9つの副次機能が存在するが、本編の20年程前（3020年8月26日）にガイア・プライムの施設が発信元の不明なデータを受信し、副次機能は自我を持つ独立体へと変貌してしまう。その中で地球上の生命を抹殺しようとしたハデスの暴走を止めるためにガイア・プライムの反応炉をオーバーロードして自爆。抹殺実行を阻止した。
しかし、テラフォーミングシステムを制御する中央統制知能が無ければ計画が破綻してしまう。そこで、冷凍ストレージ内の遺伝子素材を用いるよう「ゆりかご施設」に命じ、エリザベト・ソベックのクローンであるアーロイを生み出した。その遺伝子情報からアーロイは他の施設を自由に出入りでき、そこにある技術を使いシステムを再構築して自身をリブートする事を望んでいた。
しかし、自爆を実行したことに対抗してハデスは自分を束縛しているコードを解くウイルスを放出し、ゆりかご施設にあるアルファ・レジストリを破壊し認証できなくしてしまう。このままではエリザベト（クローン体のアーロイ）がドアを開けてメッセージを見る事はできないが、彼女に不可能は無いと信じ、ガイア・プライムにあるコントロールルームのマスターオーバーライドを見つけるようメッセージを残す。最後の言葉は「もう一度、あなたの声を聞きたかった」だった。
ミネルヴァ（MINERVA）
機械のプログラムを解読し、停止させるコードを生成する。
スワームの停止コードはヘファイストスが建造した「導きの塔」から送信された。この送信施設はそれ以降も完全停止はしておらず、ハデスによって掌握されて逆に再起動コードを送信するために使われた。
ヘファイストス（HEPHAESTUS）
テラフォーミングに必要な機械を製造する。導きの塔・機械獣・機械炉などを設計した。
DLC『凍てついた大地』でヘファイストスに関する説明が大幅に補足された。独立体への変貌後、テラフォーミングシステムの端末である機械獣を破壊する新人類を脅威と認識し、機械炉に侵入して攻撃的な戦闘型の機械獣を作らせていた。『凍てついた大地』では「魂」(シアン)を支配し、機械獣をデーモン化させていた。
そもそも人類が再生した時点でテラフォーミングの必要はなくなり、むしろ自然物でない機械獣は世界にとって不要となったが、機械を狩る人間を脅威と見做し、戦闘型の機械を製造するまでに至っている。
アイテル（AETHER）
大気を浄化する。
ポセイドン（POSEIDON）
海洋を浄化する。
デメテル（DEMETER）
植物を再生する。各地で発見される「鉄の花」と呼ばれる構造物はデメテルが自律的に生成したものと考えられ、ナオトという設計者がデメテルに学習させたと思われる詩の一節が埋め込まれている。
アルテミス（ARTEMIS）
生物圏を再生する。
エレウシス（ELEUTHIA）
人類の再生・育児・教育をするための「ゆりかご施設」。開発はパトリック・ブロシャード＝クラインが担当した。保存された遺伝子情報をもとに赤ん坊を誕生させるのに必要な子宮的なユニット、育児を行い子供の世話をするロボット「サービター」、食堂や食糧庫、子供に教育を行うための教育ソフトウェアが使える端末が並ぶエリア、その教育システムで教えるべき旧文明の知識を蓄えた知識ベースのアポロ（後述）、などを備える。
地球上にいくつかのエレウシスが設置されたが、ゲーム内で登場するのは「大いなる母」の正体であるエレウシス9のみ。活動ログによると地球環境の再生が整った2300年代に人類の再生が実行された。だが、ファロが文明を呪いアポロを破壊してしまったため、当初の計画通りに子供たちの教育が行えず、施設はほとんどただの牢獄と化し、子供たちはストレスをため込んでゆき、サービターにつらく当たったり、壁にネガティブな絵を描くなどしていた。最終的に食料が尽きて青年期になった彼らは施設外に放出され、現存する部族の祖先になったと考えられる。
アポロ（APOLLO）
旧人類の幅広い知識が記録されたデータベースを管理し、新人類を教育する。開発はサミナ・エバジが担当した。しかし、精神を病んだテッド・ファロが「新人類は無垢であるべきだ」と考えてアポロのデータを消去してしまったため、その知識は未来に受け継がれることは無かった。単純にアポロを削除しただけでアポロと連動する他のシステムとの調整を行わなかったため、エレウシスの機能不全を招いている。
ハデス（HADES）
声 - 麦人
地球の環境が適切ではない時、ガイアのテラフォーミングシステムを掌握して工程を逆行させる。「絶滅プロトコル」「権限剥奪プロトコル」とも呼ばれる。トラビス・テイトが担当した。地球再生を目的とするガイアはそれに逆行するハデスの活動を承認しないため、ハデスが稼働する際は一時的にガイアを凍結させることができるように設定されている。
謎のデータを受信し、覚醒したハデスはテラフォーミングシステムを支配して「地球上の生命を53.8日後に消去するように」を目的とするようになり、サイレンスを利用してエクリプスを組織した。エリザベトと同じくオメガ権限を有するアーロイの存在をオーリンのフォーカスを通して知った際、「システムが脅威を検知」と通知してヘリスらに殺害命令を出した。最後には地球上の全生命を滅ぼすために、導きの塔を掌握してそこから蘇生信号を発信し、世界中に眠るスワームの機械達を再起動させようとする。

### 凍てついた大地
オーリア（Ourea）
声 - 渡辺明乃
バヌークのシャーマンである女性。かつてイエローストーンと呼ばれていた地域にある「狭間」と呼ばれる場所に住む。兄である族長アラタークらと共に雷鳴の頂という場所の調査に向かった際、問題を起こして以降行方不明となったらしい。かつてジランが引き起こした赤の動乱で捕らえられ、バヌークとしての力を利用されていた過去がある。後に逃げ出し、放浪していた時に助けてくれた「魂」を強く慕っている。
アラターク（Aratak）
声 - 楠大典
狭間に居を構えるウェラックの族長で勇猛な戦士。「霜の槍」の持ち主。複数あるのか、アーロイに渡された後も所有している。オーリアと対立するなど頭が固く排他的なバヌークらしい性格だったが、ストーリー進行と共にアーロイに対してはかなり心を開いていく。尚、本編クリア前にDLCをクリアすると本編のメリディアン防衛戦に駆けつけてくれる。
「魂」（CYAN）
正式名称は「シアン」。オーリアの隠れ家にて、その声を聞ける。電子音声のようだが、機械的ではなく感情の存在を感じ取れる。実はファイアブレイクというプロジェクトに関与する存在であるが、何らかの干渉によって自由を奪われている様子。オーリアが声を聞いたのは4年前が最後となっている。なお、ファイアブレイクはイエローストーンにある火山の活動を数千年にわたって抑止する計画であり、そのプロジェクトそのものはゼロ・ドーンとは特に関係はないが、ファイアブレイクのチーフエンジニアが後にゼロドーン計画に招聘されている。
「デーモン」（HEPHAESTUS）
「魂」(シアン)を支配し、ファイアブレイクの設備を制御し機械炉として動かし、バヌークを混乱させていた存在。正式名称は「ヘファイストス」という、ハデス同様に暴走したテラフォーミングシステムの副次機能の一つ。
ケニー・チャウ（Kenny Chau）
21世紀の人物でファイアブレイクの設計責任者。ファロの災禍で世界の滅亡が迫った際、シアンに休眠命令を出すため再びシアンの元を訪れた。同僚だったアニータ・サンドヴァルに恋心を抱き続けていた。
アニータ・サンドヴァル（Anita Sandoval）
優秀なAIの技術者でシアンを開発した。エリザベト・ソベックに招聘され、ファイアブレイクのプロジェクトからは途中で離れている。シアンからは母親のように慕われていたが再会は叶わなかった。

## 機械獣
動物や恐竜を模した機械の獣。大小様々な種類がおり、広大な大自然の中に本物の動物のように生息している。「偵察型」「収集型」「輸送型」「戦闘型」の4種類が存在する。「戦闘型」以外は資源の収集や精製・有害物質の除去等を行い地球環境を再生させる目的で作られたもので、その多くは21世紀当時の動物を模してガイアが設計した。その後、ガイアの自爆以降にヘファイストスが、機械獣を破壊する人間への対抗手段として「戦闘型」を生み出した。
機械獣を倒すと、その残骸からアイテム作成用の資源や武器や防具の改造アイテムの他、各機体固有のレンズや心臓といったレアな部品を入手できる。

### 偵察型
周辺の偵察に特化した機種。主に他の機械獣の警護をしたり機械炉などの施設を見張るように行動する事が多く、敵を発見すると警報を鳴らして周辺の機械を呼び寄せる。
ウォッチャー
大きなモノアイを頭部にもつ小型の機械。人間よりやや大きい程度。獣脚類という小型恐竜の前肢が退化し、2足歩行しているような形状。名のとおり、警戒や偵察を行う機械であり、ストライダーやランスホーンの群れ、物資を運ぶシェルウォーカーを守るために、群れの付近でパトロール活動を行っている。平時には環状のパターンで歩きまわり ときどき立ち止まり首を高く持ち上げて周囲を見まわす。アーロイを発見すると、鋭い叫び声を上げて周囲の機械に警戒を促し、自身も襲いかかってくる。眼が弱点。最も弱い機械であり、破壊された個体が路上に転がっている。
赤目のウォッチャー
ウォッチャーの強化型。眼から光弾を発射する他、強烈なフラッシュを発して一時的にプレイヤーの視界を奪ってくる。
ロングレッグ
ダチョウ型の機械。胸部のコンカッションサックから爆音を発生させ、こちらにダメージを与えつつ動きを阻害させる他、非戦闘時・警戒時にも索敵装置として使用する。翼による飛行はできないが、爆風を発生させる機関があり、羽ばたきによって広範囲を攻撃してくる。ウォッチャーと同じく偵察型の機械であり、シェルウォーカーやベヒーモスを護衛している事もある。

### 収集型
天然資源を収集したり、その資源から燃料などを生成する機種。機械獣の中で最も機種が多く、テラフォーミングシステムの役割の多くを担っている。 
ストライダー
馬型の機械。動物で言うところの「草食性」であり、地面に生えている草花を摂取してバイオマス転換機構によりブレイズに変換、腰のあたりにあるキャニスターにそれを蓄えている。臆病な性質で、アーロイを視認すると逃げるが、襲いかかってくる場合もある。オーバーライドして騎乗できる。
グレイザー
トナカイ型の機械。頭部の突起物は角ではなくローターブレードであり、これを使って地面を採掘している。4つのブレイズキャニスターを搭載しているが、ストライダー同様それを使用した攻撃はしてこない。またブレイズキャニスターがむき出しであるため、炎の矢で攻撃することでたやすく爆発させられる。
スクラッパー
ハイエナ型の機械。小型の機械としては比較的強力な部類で、遠距離攻撃を行う他、背部に搭載したレーダーでアーロイの位置を特定してくる事もある。
自然界におけるハイエナのような役割を果たしており、削岩機のような口部で機械の残骸を解体し、資源に変換している。変換された資源はシェルウォーカーのコンテナに積まれ、機械炉へと運ばれる。フィールド上に配置されている個体の他、何らかの機械を倒した際に、それこそハイエナのように群がってくる事もある。スクラッパーによって解体された機械からは得られる資源が激減し、逆に機械を解体したスクラッパーからはそれでしか得られない資源を入手できる。
ブロードヘッド
バッファロー型の機械。オーバーライドして騎乗できる。
ランスホーン
シカ型の機械。グレイザーと同じく頭部のドリルホーンで地面を採掘しており、恐らくこれで地中の資源を摂取・収集しているものと思われる。アーロイを視認すると逃げる点もグレイザーと同様だが、グレイザーと比較してやや好戦的であり、耐久力も高い。
トランプラー
野牛型の機械。岩を転がしたり突進で攻撃するほか、接近すると強力な爆炎を放出する。中型の械獣で複数体で行動していることが多い。腹部の処理ユニットを破壊することで大爆発を起こし、以後体力が尽きるまで燃焼し続ける。
チャージャー
羊型の機械。オーバーライドして騎乗できる。
グリントホーク
ハゲタカ型の機械。スクラッパーと同じく機械の残骸を見つけると漁る性質を持つ。突進や冷気をばら撒いて攻撃してくる。空を飛んでいるため、ステルスアタック・罠・オーバーライドなどの接近を必要とする攻撃は当てづらく、さらに複数体で襲いかかってくる。
スナップモウ
ワニ型の機械。水辺に棲息しており、水中では俊敏に動ける。近距離では大きな口で噛みついて、距離を離すと冷気弾を放出して攻撃してくる。顎下のフリーズサックを破壊することで冷気の大爆発を起こし周囲を凍結させられる。
ロックブレイカー
モグラ型の機械。本作最強の大型機械の1つ。素早く地面に潜り、音に反応して地中から頭突きや突進で襲ってくる。更に遠距離では岩を吐き出して、中距離では上空に岩を吐き出して石の雨を降らせる攻撃を行う。地中に潜っているため攻撃が当てにくいが厄介な敵だが、腰の排気口が弱点。

### 輸送型
資源の輸送に特化した機種。機体の一部に資源を搭載したコンテナがあるのが特徴。コンテナを壊さず切り離す事で多くの資源を得ることができる。偵察型や戦闘型の機械に護衛されながら移動していることが多い。
シェルウォーカー
ヤドカリ型の機械。その名の通り巨大な資源コンテナを背負っている。収集型の機械が集めた資源はこのコンテナに集められ、機械炉へと運ばれる。このため配置されている個体の他、ウォッチャーに守られながらフィールド上を移動している個体も存在する。コンテナの中には改造アイテムや大量の資源が積まれており、接続ホルダーを破壊すれば本体から切り離されて中身を回収できるようになるが、それをせずに攻撃すると簡単に壊れてしまう。ちなみにコンテナを切り離しても、しばらくすると右手でまた背負ってしまうため、中身が欲しいなら素早く回収する必要がある。
右手のライトニングガンによる電撃フックや誘導性能のある遠距離攻撃、左手のシールドクローによるエネルギーシールド、放電による広範囲攻撃等、輸送型の機械ながら攻撃性能がかなり高い。単純な力押しでは対処が難しく、罠・氷結・ロープキャスター等を駆使した柔軟な立ち回りを求められる。
炎のベロウバック
アリクイのような姿の機械。背中に巨大なサックを背負っており、中には大量のブレイズが詰まっている。口から炎を放出して攻撃してくる。サックを破壊すると大爆発して周囲に中身をばら撒く。
氷のベロウバック
アリクイのような姿の機械。炎のベロウバックと違い背中のサックには大量の冷却液が詰まっており、口から冷気を放出して攻撃してくる。
ベヒーモス
サイ型の機械。本作最強の大型機械の1つ。アーロイを見つけると岩投げや雷を纏った頭突きで攻撃する。電磁力で岩を浮かせて周囲に漂わせる事もできる。腹部にはシェルウォーカーと同じく資源の入ったコンテナを持つ。決まった群生地がほとんどなく、ロングレッグなどを伴ってフィールドを移動し続ける（マップ画面で「群れ」と表示され、時間経過で移動する）。

### 戦闘型
ガイアの消滅後、自我を持った「ヘファイストス」が機械獣を狩る人間達を脅威と認識し、これに対抗するために生み出した機種。人間を狩ることに特化しており、機体各所に強力な武装を搭載している。
ソウトゥース
トラ型の機械。俊敏な動きで接近し、爪や牙で襲い掛かってくる。歩行の際に特徴的な足音を発しているので、視界にいなくても分かりやすい。10年前から出現するようになったらしい。
ストーカー
ヒョウ型の機械。光学迷彩を備えているのが特徴で、肩部のステルスジェネレーターで姿を消し、周囲にばら撒いた地雷やセンサーに引っかかったところを襲撃してくる。さらに、遠距離から攻撃可能な「ダーツガン」を搭載しており、切断してもラヴェジャーと違って重火器として使用できない。姿を消している間はフォーカスでも見つからないが、完全には姿を消せないため近くで見ると居場所が分かる。
ラヴェジャー
トラ型の機械。ソウトゥースに似ているが、こちらは背部に電磁射出速射砲「ラヴェジャー砲」を搭載しており、遠距離でも高い火力を発揮する。ラヴェジャー砲は切断すると重火器として使える。
ストームバード
タカ型の機械。本作最強の大型機械の1つ。大きな翼で空を飛び、急降下による突撃や電撃を降らせて攻撃する他、地上に降りた際も羽ばたきによる衝撃波や電撃フィールドを纏った突進を行う。弱点の属性キャニスターが背部にある上に空を飛ぶため狙いにくく、その上で耐久力も非常に高いため、サンダージョーやロックブレイカーに勝るとも劣らない強敵となっている。時折近くでホバリングしてくるため、その時にロープキャスターなどで動きを止めて下ろしてやれば背部への攻撃が可能となる。
サンダージョー
ティラノサウルス型の機械。本作最強の大型機械の1つ。その巨体を生かしたタックルや、頭部には機関砲とレーザー砲、背部には爆発性の円盤状砲弾を射出する「ディスクランチャー」が搭載されており、どの距離からも高い威力を発揮する。さらにレーダーも搭載しているため、隠れていても発見されることがある。また、中型の機械とは一線を画するほどの耐久力を有する。ディスクランチャーは取り外せば重火器として使用できる。サンダージョーが放ったディスクから放たれる青いレーザーは接触してもダメージはない。アーロイが使う際は追尾機能は失われており、直接狙う必要がある。弱点は首の付け根にある心臓部と額部分で、装甲版を剥がせば狙い撃てる。またそれ以外の弱点として、腹にブレイズキャニスター、尻尾の内側に動力炉を搭載しているが、うまく当てるのは困難である。ブリン曰く、この機械は当初は存在せず、狩人たちとの戦いが行われるようになってから生み出されたらしい。

### 古の時代の機械
古の時代にFAS社によって開発された、自律型完全自動兵器の軍団「スワーム」の機械。他の機械をオーバーライドして操る機能や、生物資源を燃料に変換するバイオマス転換機構が搭載されている。1000年前に暴走し、地球上の生命を燃料に変えながら無制限に増殖して世界中を蹂躙し、旧人類を滅亡させた。
作中ではエクリプスが、古代の遺跡から発掘したコラプターとデスブリンガーを再起動させて使用している。また、どの機種もオーバーライドは不可能。
コラプター
エクリプスが利用する、地中から発掘された古代の遺物。四足歩行し、背中には尻尾状のマニピュレータが装備されている。他の機械をオーバーライドし「禍ツ機」と呼ばれる暴走状態に変えられる。近距離では跳躍からのボディプレスやマニピュレータで攻撃する。遠距離では頭部のランチャーからミサイルを飛ばす他、マニピュレータで岩を掘り起こして投げつけることもある。加えて、後述するように元々偵察機であるため、機動力が高く弱点破壊も楽ではない。ボディの耐熱性が低いため、火炎攻撃を与えると弱点のコアを露出する。
正式名称は「FAS-ACA3スカラベ」。FAS社が開発した自律型偵察機で、あらゆる地形での高速偵察に対応し、自律型の中でも世界最高レベルの生存率を誇っていた。周囲の生命体を燃料に加工する「緊急バイオマス転換システム」、敵の無人兵器を自らのネットワークに取り込む電子戦機能、様々な機能を持つマニピュレーター・アームにより360度の対応から類似のチャリオットラインモデルの外科修復まで行うとされる。
メインクエストでのみ登場する。アーロイは初戦で戦った機体の部品を活用することでオーバーライドを可能にした。
デスブリンガー
遺跡から発掘された古代の機動兵器。速射砲やグレネードランチャーなどの重火器を多数搭載し、凄まじい火力を誇る。胴体も高い耐久性をもつが、熱や電撃に弱く、これらの攻撃を浴びせるとオーバーヒートを起こして弱点のコアや冷却ユニットなどを露出してしまう。
正式名称は「FAS-FSP5ケペシュ」。主力となる武器に高い汎用性を持ち、予算や問題解決の統計データに合わせた武器を配置できるとされる。バイオマス転換システムで拡張緊急操作が可能。マルチリニアターゲット処理により脅威分析と法的検証を同時に行い、スワームのネットワークに従属させることで、無人戦闘が可能になる。有事の際の切り札として販売されていた。
メインクエストでのみ登場する。また、ハデスにオーバーライドされた機体がラスボスを務める。メインクエストで複数回ボスとして登場するが、耐久力や攻撃パターンは様々である。
鉄の悪魔
ノラ族の伝承で女神に封じられたとされる存在。マップから残骸が確認できるほどの巨大兵器で、触手のようなアームを無数に持つ。作中では交戦しない。
正式名称は「FAS-BOR7ホルス」。「ホルス級タイタン」と呼ばれ、タイタンフレームと称される機械の一種らしいが、他にタイタンフレームが登場しないため具体的な定義は不明。有機物から転換した部品を使って他のFAS製品の補給・修理・製造まで可能な機動拠点。

### その他
トールネック
キリン型の巨大な機械。周辺の監視のため移動する情報端末のようなもので、同じ経路を延々と歩いて回っている。頭上に登ってオーバーライドすることで、周囲の地形や機械の分布を知ることができる。非常に鈍重で攻撃は一切してこないが、踏まれればダメージを受ける。また、アーロイの攻撃は一切効かず、破壊することは不可能。
禍ツ機
穢れによって凶暴化した個体。体から赤黒い穢れをまき散らしており、その穢れに接触するだけでダメージを受けてしまう。図鑑上では機種に関係なく、穢れた機械はまとめてこの扱いとなっている。凶暴化してはいるが、元々の行動パターンは継承しており、戦闘にならない限りは普段と変わらない。機種ごとの弱点などはそのままなのに加えて、炎によるダメージに弱くなっている。また、機種に関係なくオーバーライドは不可能。

### DLC「凍てついた大地」
スコーチャー
狼型の機械。戦闘型。「狭間」で最初に出会う新型の機械で、機敏な動きに加えて近距離では火炎攻撃、遠距離ではマインランチャーで攻撃してくる。
フロストクロー
熊型の機械。収集型。機械の残骸を貪る習性を持つ。両肩と腹部に容器を有しており、収集した資源を体内の炉で冷却水に変換する。属性を帯びさせた岩塊の投擲や地面から氷や炎の柱を発生させる。よく動くので弱点に攻撃が当てづらく、堅牢さ・凶暴さに加えて巨体に見合わない機敏さを持つ。しかし、3つの容器全てを破壊すると無期限の状態異常を引き起こすという、トランプラー同様の致命的弱点を有している。
ファイアクロー
熊型機械。収集型。フロストクローの後期型の機械で、収集した資源を体内の炉でブレイズに変換する。収集型でありながら、最強クラスの戦闘型の機械に匹敵する戦闘能力を持つ。
フロストクローと違いマップ上には生息しておらず、DLCのラスボスとして登場する。また、DLCのストーリーをクリアするとファイアクローを討伐するサブクエストが発生し、マップ上に5体配置される。
デーモンの機械
狭間の各所で発生している、凶暴化した個体の総称。スキャンすると紫の輪郭で表示される。性能が強化されている上に、禍ツ機と異なり属性ダメージ全般に耐性を持つ強敵。機種に関係なくオーバーライドは不可能で、穢れ属性による同士討ちもできない。
制御塔
木のような姿の機械の塔。一切の攻撃能力を持たないが、範囲内に特殊なパルスを放射している。このパルスを受けると、通常の機械とデーモンの機械は体力が回復し、アーロイにオーバーライドされた機械は無期限の麻痺状態になる。パルスの放射時に出現する冷却装置を破壊するか、根元まで近寄ってオーバーライドする事で無力化できる。クエストは発生しないがトールネックのような特殊な撃破対象であり、一度制圧すれば復活しない。

## 世界観・用語

### 各部族と関連用語
ノラ族
女神「大いなる母」を信仰する部族。ノラ族は山岳を女神に見立て、部族はその加護を受けていると考えている。ノラ族の「義勇兵」によって危険な機械が排除された「安息の地」と呼ばれる山岳地帯に住む。集落ごとに30人の長老が存在しており、それを束ねる3人の大長老がいる(すべて女性)。長老になるためには孫ができる必要がある。結婚には長老の許可が必要。ノラ族の掟を破り部族から追放された者は「異端者」と呼ばれる。犯した罪の重さによって追放の期間は異なり、異端者は他者と言葉を交わす事を禁じられる（掟の詳細は不明）。ただし、以前より掟は緩くなっているらしい。ノラ族の試練に合格した者は義勇兵となり、部族を守る任務に就く。この試験で最高成績を出せば望みのものが与えられるとされる。また、義勇兵になれば異端者でも部族の一員として扱われる。ノラはカージャを信仰心のない不届き者と嫌っており、カージャはノラを未開の蛮族と見下しているなど反りが合わない。
大いなる母
ノラの信仰する女神。同時に聖地である「母の源」にある山の中を指す。中にはホロロックの扉など、機械文明の残滓を見られる。機械を忌避するノラ族だが、大いなる母の声(電子アナウンス)を聞くと平伏する。近づいたアーロイをスキャンし、遺伝子からエリザベト・ソベックとの99.47%の合致を認めるも、「アルファ・レジストリ」(おそらくはアルファに関するデータベース)が破損していたことでエラーとなり扉を開くことはできなかった。そこで、アーロイはその修復(ティルサ曰く「穢れの浄化」)を目的として天命の使者に任命された。
その正体は、プロジェクト：ゼロ・ドーンで建造された人類再生施設「ゆりかご施設」の1つ(エレウシス9)。新人類の始祖はここの人工子宮で誕生し、成長と共にテラフォーミングと文明復興に必要な教育を施されるはずだった。しかし、ファロによってデータベースを管理するアポロが消去されたため、教育がなされないままテラフォーミングされた世界へ解き放たれる事となった。
人類再生から約700年後、ガイアの命令でエリザベト・ソベックのクローンであるアーロイの作製が行われたのもここである。ちなみに、出生直後のアーロイを施設の外まで連れ出したのは稼働限界ギリギリだったサービターの一機で、施設入り口付近でそれらしき残骸が確認できる。
この山の中には、ノラ族の掟により大長老しか入ることはできないが、大長老ティルサはエクリプスの襲撃で瀕死になったアーロイをここに匿うことを許した。またノラ族全体がエクリプスの襲撃を受けた際には生き残った人々をここに避難させている。
カージャ族
太陽を崇拝する部族。壮麗な宮殿「太陽宮」を中心に様々な建物が広がるメリディアンを首都としており、統治者は第14代サン王アヴァード。
かつて、第13代サン王・ジランが機械の暴走を収めるため、他の部族を太陽への生贄に捧げればいいという妄執に取りつかれ、周辺の部族に攻め込み虐殺を繰り返した「赤の動乱」を起こした。次男であるアヴァードがオセラム族と共に反乱を起こしてジランを倒したが、今でも他の部族との確執は消えていない。希望や救いといったポジティブな概念には光、死や裏切りといったネガティブな概念には闇にまつわる言葉を当てており、アヴァードの統治するカージャの民は「サン・カージャ」と呼ばれ、戦犯などは追放や収監だけで済ませ、追放者は「シャドウ・カージャ」と呼ばれるようになった。
始祖であるアラマンはノラ族だったが、鉄の遺跡で「古の葉」を見つけたことを咎められて追放された(おそらくフォーカスの事)。しかし、古の葉のもたらす情報で「祈りの塔」がある場所や古代技術を知り、現在の規模まで発展した。なお、古の葉は既に壊れてしまったらしい。
サン王/サン王国
日本語版では「サン」が固有名詞のような印象を与えることがあるが、英語版ではサン王はSun-king、サン王国はSundomと表記され、太陽王(国)といったニュアンスが正しい。カージャの太陽信仰を表した用語である。
エクリプス
「埋もれし影」を神として崇めるカルト集団であり、シャドウ・カージャの主勢力。埋もれし影を名乗ったハデスに服従し、フォーカスネットワークを通して操られている。ジランを支持した司祭や戦士が主となっており、自身らの扱いを不当として現在もメリディアンを奪還しようと考えている。ジランの行いに対して肯定的なものもいるが、立場上やむを得ずに協力する者もいる。コラプターを拠点防衛の戦力とし、デスブリンガーの機関銃で武装した兵士もいるなど高い戦力を持つ。
オセラム族
鍛冶や工芸を得意とする部族。傭兵として活躍することも多い。北の「クレイム」(ゲーム内には登場しない)を本拠地とし、マップ北部にはオセラム族の集落がいくつかある。クレイムでは投票によって代表者を決定し議論を行う選挙制度が設けられている。しかし、罵り合いに発展して三日三晩かけても決まらないこともある。女性の鍛冶師は歓迎されない。ノラ族と同じく「赤の動乱」で多大な被害を受けたたものの、アヴァードが王になって以降はカージャ族とも協力関係にあり、メリディアンでも傭兵部隊「ヴァンガード」を組織して防衛力としている。エルサが隊長であったが、エルサの失踪後は弟のエレンドが隊長になった。
バヌーク族
シャーマニズムを主とする部族で、機械にも魂があると信じている。機械の頭部を加工して頭にかぶり、シャーマンは体に青く光るチューブを埋め込む風習がある。「バン・アー」なる土地からやってきている(オーロラが見られるらしいので、極北地帯と思われる)。その性質は徹底的な実力主義かつ個人主義。一人で全てを解決することを是とし、他人が手を貸すことを好まず、罵ることはあっても感謝することはほとんどないという。血縁という概念も薄く、「ウェラック」という集団単位で活動する(族長もウェラックごとに存在する)。他にも、機械から部品を剥ぐことはシャーマンの担当となっている。バン・アーから滅多に出てこないが、それも過酷な環境から逃げ出したというバヌークにとって屈辱的な扱いを忌避してのものである。バン・アー以外の土地の高所に壁画とグレイザーらしき像が安置されているのを発見できるが、これはかつて無実の罪で追放されたバヌークの偉人によるものだとされる。また、バヌークの文化では壁画は芸術ではなくメッセージであるとされ、新しい絵を描くことはほとんどなく、伝承されたものを描いている。
ウタル族
本編のマップ外の地域を拠点とする部族で、作中には1人しか登場せず、詳細はよく分かっていない。狂王ジランの赤の動乱の際に多くの犠牲者を出したらしい。
テナークス族
禁じられた西部などに拠点を構える好戦的な部族。ウタル族と同じく作中に1人しか登場しない。次回作「Horizon Forbidden West」ではテナークス族の本拠地にアーロイ達が遠征することになる。

### 機械関連
機械
「機械炉」によって製造される人類の敵。しかし、昔は攻撃的ではなかった。高度な技術によって作り出されるその部品は貴重品として取引される。とりわけ「シャード(『破片』の意)」は作中で金銭のように使われている。シャードは鏃にも使われており、これによって弓矢という原始的な武器でも機械にダメージを与えられる。動物を模したものが大半を占め、それに沿った行動をとっている。ただし、攻撃的な機械は人間の気配を察知すると襲いかかってくる。ちなみに、血液に当たる物質は人間にとっては有毒であり、飲むと幻覚が見えてしまう。ただし、サンダージョーが製造された件など知り得ない情報を見聞きするなど、ただの幻覚ではないようである。機械炉をオーバーライドすることで、ヘファイストスから人間を動植物の脅威として抹殺するようにオーバーライドが施されたことが分かる。特定のパルスによって機械の行動を操作でき、とりわけ呼び寄せる装置は「ルアー」と呼ばれており、それなりに数が発見されている。
機械炉
機械を製造する施設。マップ上に数箇所あり、複雑な構造のダンジョンとなっている。機械炉のコアをオーバーライドすると、アーロイがオーバーライドできる機械の種類が増える。
ブレイズ
機械に搭載されている蛍光色をした可燃性の液体。これを入れた容器はブレイズキャニスターと呼ばれる。グレイザーなどの機械が有機物を分解して生産すると思われる。熱に反応して爆発する危険な液体であり、現代の人類が燃料や起爆剤として武器に用いている。ただし、直近で別のキャニスターが爆発しても誘爆しないなど、爆発や振動には反応しない。これを武器として炎を放ってくる機械もいるが、ただ搭載しているだけの個体も多いため燃料として使われていると思われる。対に位置する素材は「冷却剤」となっている。
オーバーライド
いわゆるクラッキング。仕組みを理解していないアーロイに使われている。フォーカスとリンクしているらしく、トールネックや機械炉のコアなど情報取得するとフォーカスも起動する。また、コラプターの「穢れ」もオーバーライドの一種である。機械は個体によって製造される機械炉が異なっているらしく、オーバーライドするには、各機械炉のコアにアクセスして情報を取得する必要がある。オーバーライドを受けた機械は青く光る太いケーブルが生えてアーロイに忠実になる。機械炉にある端末にアクセスすることでケーブルを足場にすることもできる。
大厄災
20年ほど前から機械が凶暴化し、人類の脅威となった現象。前サン王ジランが生贄を捧げることで大厄災を鎮めようとし、各部族に大きな犠牲をもたらした。
上記のようにガイアの副次機能が謎のデータを受信し覚醒、ヘファイストスが殺戮機械を作り始めたことが直接の原因となったが、本作では詳しく触れられていない。エンディングでサイレンスがその謎を解明しようとしている様子が窺える。

### 古の世界
ホロ技術
旧人類が使用していた技術。ARとホログラフィーを合わせたようなもので、フォーカスを通して見ることでホログラフが浮かび上がり、それに触れることでゲートの解放などの操作ができる。ホロによる施錠はホロロックと呼ばれる。
ファロ・オートソリューション(FAS)
アメリカの多国籍企業。あらゆるジャンルのロボットの製造を手がけ、軍事および防衛分野を基幹事業としていた。
2033年にテオドール・“テッド”・ファロによって創業され、当初は複数の先進的なロボットを試作開発して注目を集めたものの、当時の業界大手が支配する市場への参入には失敗した。その後、2038年に発売した浮遊型パーソナルサービター「＠lfred」シリーズが驚異的な売上を記録したことでFASは初めてフォーチュンの50位以内に入った。2040年台にはエリザベト・ソベック率いる同社の環境改善事業が業界1位に躍り出たことで、収益が3倍に増加した。2049年には世界各地での無公害化と気候改善の実績により、FASに対する全世界の支持率が90%を突破し、テッド・ファロは「世界を救った男」として称えられた。しかし、FASの評価額を世界一たらしめたのは2040年台終盤に同社が軍事産業分野で頭角を現したためであり、株式の時価総額は最高で23兆米ドルを記録していた。2055年には自動化軍用プラットホーム市場の占有率が61%となり、計353の国家・超国家組織・企業体と契約を締結していた。2063年の時点でFASは10年連続で収入・利益の両方でフォーチュンの1位にランク付けされており、世界記録になったと設定されている。
スワーム
FASによる自律型完全自動兵器の軍団。「チャリオット・ライン」「平和維持機」とも呼ばれていた。他の機械を支配する強力な電子戦機能や生物資源を燃料に変換するバイオマス転換機構、自己複製すら可能な自動修復機能など当時でも破格の性能を有し、兵器の無人化が進む世界中の軍や企業で採用されていた。後述の災禍が本格する以前の段階でも、絶滅危惧種のイルカや果樹園を勝手に燃料とするなど動作不良の片鱗を見せていた。
当初は有機体を液状化するまで破砕して燃料化していたようだが、作中では何らかの機能によって周辺にある草木を分解してから吸収している。
ファロの災禍
旧人類を滅ぼしたスワームの暴走事故。東南アジアでの異常行動を皮切りに世界各地でスワームの指揮管制システムが崩壊し、それを緊急事態と判断したスワームが自己複製機能による戦力増強とバイオマス転換機能による燃料弾薬の「現地調達」を開始。無制限に増殖しながら人間を含むあらゆる生物資源を食い尽くし始めた。停止コードには反応せずクラッキングによる緊急停止を試みるも、ソフトウェアにはファロの意向で非常アクセス用のバックドアまで排除した上で軍用規格以上の強力な暗号化が施されていたため失敗。人類は軍事行動による阻止を試みるが主力の無人兵器は電子戦機能で制御を奪われ、有人兵器や歩兵部隊はある程度の戦果は出すも破壊する以上のスピードでスワーム達が自己複製していく為、状況は全く好転しなかった。資源減少による食糧難、酸素の減少に大気圏の消滅まで引き起こし最終的に旧人類の滅亡を招いた。
プロジェクト：ゼロ・ドーン
「ファロの災禍」への対策としてエリザベト・ソベック博士が行った計画。世界にはスワームを停止させる計画と公表されていたが、実際は完全自動テラフォーミングシステムの開発。
誤作動発覚から16ヶ月で地球上の動植物はスワームに食い尽くされ、暗号解読が完了する50年後にスワームを停止させたとしても、岩の塊と化した地球環境が回復するまで旧人類を存続させる事は不可能と結論付けられた。そこで、スワームの機能停止から自然環境の再生、そして人間を含めた動植物の復活、文明の復興までを自己判断で遂行できる高度なAIを作り出し後を託す事ととなった。
カージャの領地にある「導きの塔」は副次機能である「ミネルヴァ」によって解読・生成されたスワーム停止プログラムを送信するため、同じく副次機能である「ヘファイストス」によって作り出された通信設備である。
関係者は各分野の最高責任者をアルファ、それをサポートするメンバーをベータとして、世界中から様々な分野の有識者を招集している。この際計画の真の内容を説明し、参画が拒否された場合は外界と接触を許さず専用シェルターに移されて、そこで安全に生涯を終えることになる(希望すれば何人かは家族を同伴できる)。同じシェルター内での交流は許可されるものの、全員が不妊化処置を施される。
不屈の勝利作戦
合衆国統合参謀本部議長のヘレス将軍が立案した、プロジェクト：ゼロ・ドーン完了までの時間稼ぎを目的とする軍事作戦。ゼロ・ドーン関係者以外にはスワームを一掃する超兵器開発の為の時間稼ぎと説明されていた。実際は前述の通り旧人類の生存を諦めた計画であった為、全滅前提の作戦であった。人的損害を度外視した遅滞戦術により「市民を肉挽き機に掛ける」と表現される程の膨大な犠牲を出すも、ガイアの完成と主要施設の封鎖が完了するまでスワームの侵攻を遅らせる事に成功した。
オデッセイ計画
2040年代までに大幅な気候変動で居住可能地域が縮小するなど地球環境に深刻な損害が出たため、別の惑星に凍結受精卵などを輸送しようとしたテラフォーミング計画。先進国の共同プロジェクトとして進められたが、国家間の対立が原因で2057年に頓挫する。後にファー・ゼニスという実業家集団により計画が再興され、ゼロ・ドーン計画と並行する形で進められていたが2065年に失敗したとされる。

### 地理
アメリカ合衆国のコロラド州・ユタ州にまたがる地域を舞台とし、ブライスキャニオン国立公園、パウエル湖など現実に近い地形が登場したり、デンバーやコロラドスプリングスなどの都市が廃墟となって登場する。ただし徒歩で探索できる程度に大幅にスケールが縮小されており、世界滅亡(2060年代)までに造られた架空の建造物が登場するなどフィクションの要素も大きい。
DLC「凍てついた大地」はワイオミング州などにあるグランドティトン国立公園、イエローストーン国立公園が舞台になっているが、実際の位置よりもかなり南に移動され、本編のマップから徒歩で行けるようになっている。
禁じられた西部
本作のワールドマップの西に位置する地域で、ネバダ州やカリフォルニア州などに相当する。カージャ族が何度か遠征を試みたが失敗した。過酷な自然の脅威などで生きて帰った者はほとんどいないが、シャドウ・カージャの一部は禁じられた西部に逃れたとされる。続編「Horizon Forbidden West」の舞台。

## 制作者と関連スタッフ
制作陣や関係スタッフの名を表示するエンドロールは、「導きの塔」の広場での決戦後、エリザベトの遺体発見の場面の後に自動的に流れ始める。
エンドロールは30分ほども続き、オランダのゲリラゲームズ社の制作陣だけでも膨大な数だが、世界各国のローカライズ・翻訳担当・声優・宣伝担当などもあわせて、総計1千名以上にも及ぶ名前が表示される。本記事では紹介しきれないので、ゲリラゲームズ社の中心的な数名程度の紹介にとどめる。なお本作の開発・制作には文化人類学者もアドバイザーとして参加している。
- プロデューサー: Lambert Wolterbeek Muller
- 監督 : Mathijs de Jonge
- Managing Director : Hermen Hulst
- 美術監督 : Jan-Bart van Beek
- 機械生命体デザイン主任 : Michael Andrew Nash (トールネックなど、いくつもの機械生命体のコンセプト画などを担当[19]。2021年1月に36歳で死去[19])
- クエストデザイン主任 : David Ford
- 戦闘デザイン : Troy Mashburn
- Lead narrative designer : John Gonzales
- 作曲主任 : Joris de Man
- 女性シンガー : Julie Elven

## 開発
企画段階
ゲリラゲームズは2011年の『KILLZONE 3』の発売後に『Horizon Zero Dawn』の開発を始めた。新しいゲームの構想を立てる際、40個ほどの構想が提出された。この中にあったものが『Horizon Zero Dawn』で、ゲームディレクターのMathijs de Jongeが提出されたもののうち「最もリスクが高い」と考えたものであり、2010年にアートディレクターのJan-Bart van Beekが提出したものである。
この構想が選ばれると、10人から20人のチームが試作品の作成を始めた。別々の物語を20個ほど書き、いろいろなプレイヤーキャラクターなど様々な構想を掘り下げた。ゲームの物語を書くため、『Fallout: New Vegas』（2010年）でリードライターを務めたJohn Gonzalezをナラティブディレクターとして雇い、Ben McCawをリードライターとした。アーロイの物語と性格のうち主な要素は開発当初から変わっていない。
2013年後半に『KILLZONE SHADOW FALL』が完成すると、残りの社員が『Horizon Zero Dawn』に取り掛かった。チーム全体が本作の開発に集中できるようにするため、ゲリラゲームズは別のゲームの開発を取りやめた。のちにソニー・インタラクティブエンタテインメントは主要なキャラクターを女性にすることに対して消極的であったことを認め、そのような決断に需要があるか確かめるためにフォーカスグループインタビューを実施した。本作の予算は推定で4500万ユーロ超であった。
ゲームシステム
ゲームの構想は世界の美しさと危険さが隣り合わせであることを掘り下げ、優占種ではない人類という構想を特に分析した。至る所にクラフトや体力回復に使えるアイテムがあることはもちろん、数々のクエストシステムを備えることで探索要素を強調することを目指した。易しいユーザインタフェース設計にしたいと考え、特にクラフト用に難しいメニューを避けたため、技術的な挑戦となった。
『KILLZONE』シリーズのようなゲームのために設計され、『KILLZONE SHADOW FALL』に使用されたゲームエンジンのDECIMAは描画距離とロードの観点から、『Horizon Zero Dawn』用に変更するのは困難であると考えられた。
ゲームの要素がオープンワールドのゲームでどのように違った動作をするのかを見つけ出すために、設計、美術、技術分野の有能な人材に助けを求めた。ゲームの世界を推定する際に人類学者に頼り、建物の資材が千年以上の間に劣化する様子だけでなく、部族の文化形成についても調査した。
Tクエストシステムと物語の設計は『RPGツクール』の「のんびりした」クエスト設計からハックアンドスラッシュゲームの「厳格な」クエスト設計へと多岐にわたるロールプレイングゲームからインスピレーションを受けた。「のんびりした」クエスト設計を、クエスト進行を管理するためのわずかな集中型システムと定義し、「厳格な」クエスト設計を、固定された構造と事前に規定された要素を持つことと定義し、チームは後者を採用した。
声優・アクターなど
Lance ReddickとAshly Burchの関与を2017年1月に明らかにした。Burchはアーロイの声を当てた。アーロイの顔はHannah Hoekstraを参考に描写され、モーションキャプチャはロンドンのAmanda Pieryにより演じられた。2014年のオーディションの後に、E3 2015の予告編を作成するためBurchが呼ばれ、続いてロサンゼルスで2年間ゲームに取り組み、表情のモーションキャプチャも提供した。
音楽
サウンドトラックはJoris de Man、The FlightNiels van der Leest、Jonathan Williamsにより作曲され、歌手のJulie Elvenは主要な出演者として役割を果たした。音楽監督でシニアサウンドデザイナーのLucas van Tolは作曲家にゲームデザインドキュメントを提供し、総譜に形式張らない音を要求した。楽器を知らない人に現代の楽器がどのように演奏されるか伝えるため、部族のテーマにピアノ線とリゾネーター・ギターの弓を試し（ギターの上にハーモニカのトラックを重ね）、チェロをピックや弓の後ろを使って演奏した。また、de Manはコントラバスフルートを使い、タイの竹笛を吹いてシンセパッドを作り、「かすかなパッドとアンビエンスや広い音域の和音がうまくいったようだ」と述べた。サーキットベンディングしたシンセサイザーと、金属と鉄を叩いたインパルス応答で処理する打楽器のループが、技術と金属で作られた機械のテーマに沿った識別子を作ることにあてられた。異なる曲を組み合わせることができるように、Van Tolは音楽をステムデータで提供するよう求めた。最初のE3の予告編で流れたメインテーマに対する肯定的な反応により、メインテーマをメインメニュー画面に入れることになった。また、作曲家は物語世界の音楽描写のためにモーションキャプチャーを行い、ゲーム内の部族の音楽家を演じた。4時間のサウンドトラックはをデジタルプラットフォームを通して2017年3月10日に発売された。

## 販売
コンセプトアートとゲームのコードネームであるHorizonは2014年9月に漏洩した。『Horizon Zero Dawn』はソニーのE3 2015のイベントで公式に発表された。本作は『Edge』の2015年9月号と『Game Informer』の2016年10月号で特集記事として取り上げられた。E3 2016でソニーにより実物大の機械のコスプレが展示会の参加者に挨拶をした。当初は2016年に発売することになっていたが、さらなる改良のため2017年2月に延期された。
2017年1月後半に製品として出荷され、2017年2月28日に北米市場で、3月1日にヨーロッパ、オーストラリア、ニュージーランドで、3月2日にアジアでPlayStation 4用に発売された。PS4 Proと前方互換性があり、4K解像度にすることができる。2017年4月にメイキングドキュメンタリーがオランダの公共放送で公開された。2017年3月までに拡張パックにすでに取り掛かっていた。New Game+、高難易度のウルトラハード、追加トロフィー、顔料が2017年7月に公表されたパッチで導入された。
拡張パック『凍てついた大地』は2017年11月7日に発売された。ゲーム本編、『凍てついた大地』、すべての追加ダウンロードコンテンツ（DLC）を含む『Complete Edition』は2017年12月5日にPlayStation 4用に、2020年8月7日にSteamを通してMicrosoft Windows用に、2020年11月24日にGOG用に発売された。テーブルゲーム版はSteamforged Gamesにより開発されている。

## 評価
レビュー集約サイトMetacriticによると、『Horizon Zero Dawn』は批評家から「概ね好意的な」評価を受けた。『Destructoid』のChris CarterはAshly BurchとLance Reddickの演技を賞賛し、物語とアクションシーンにおいて「心をつかむ」ような「興味深い」一貫性を維持したことに対してアーロイというキャラクターを賞賛した。探索と発見に焦点を当てたことも評価し、このことは大陸を横断する際により効果的になったと述べた。「美しい」昼夜を繰り返すことや天候システムに関してゲームの世界自体が賛辞の対象となった。機械の難しい特性や機械と戦う多様な方法により戦闘が非常に楽しくなったとCarterは述べた。『EGMNow』のMatt Buchholtzは同様にゲームの世界はもちろんBurchを賞賛し、それらが魅力的であると考えた。フォーカス機能がゲーム中でもっとも説得力のある部分であり、「プレイヤーを猟人になるよう強いる」という方法で戦闘を補完することをBuchholtzは支持した。Jeff Marchiafavaは『Game Informer』に寄稿し、他のオープンワールドゲームとは異なり、音声ログとメールを探すことが筋書きに「大きな発見をした達成感」を与えると見解を述べた。物語の上に築き上げられたクエストが体験全体を占めたことに感謝し、そのようなクエストがゲームの世界を詳しく描写し、ゲームプレイに変化を引き起こすと議論した。
『GameSpot』のPeter Brownは驚きをもってアーロイというキャラクターの開発について熟考した。Brownが常にワクワクしたことは機械と戦闘することであり、機械との戦闘は注目を集め、飽きることはないと述べた。また、メインクエストがゲーム内の世界を探索するように働きかけることを賞賛した。Zoe Delahunty-Lightは世界の複雑さに魅了され、遺跡の中に散らばった音声ログなどのデータが不可欠なものであると感じたと『GamesRadar+』に寄稿した。また、Brownと同様に、機械と戦闘することは常に気分を高揚させるものだとDelahunty-Lightは述べた。『Giant Bomb』のJeff Gerstmannは満足のいく結論として『Horizon Zero Dawn』が「ほぼ完璧な物語」であると断言し、内容の充実した奥行きがあると強調した。『IGN』のLucy O'Brienは物語の目的に重要性があることを賞賛し、主人公の性格に魅力があることを歓迎した。戦闘が非常に印象的で、最も人を引き付ける偉業であると述べた。Philip Kollarは『Polygon』に寄稿し、Kollarがゲリラゲームズの過去作に対する「反駁」であると名付けたもの、すなわち、Kollarが「新鮮な」と言い表した変化を称賛した。Kollarは、たくさんの謎を追及したいという好奇心を刺激する物語とアーロイが完全に対になっていると考え、フォーカス機能が「戦闘の鍵」であり、機械が戦闘において魅力的な敵であると考えた。VideoGamer.comのColm Ahernは結論で「必死になって武器を交換しながら、大きなロボットの獣を破壊することに夢中になるが、『Horizon Zero Dawn』の強みは自分が本当は何者なのかを明らかにするアーロイの魅力的なクエストにある」と書いた。
一方で、Carterはアーロイとサイレンス以外のキャラクターが設計において興味をそそられず、退屈であると考えた。また、人間のAIは機械のAIより性能が悪いと非難した。Buchholtzは、弾薬に関する武器のシステムが複雑で、アイテムを一度に1個しか購入できないのは「極めて重大な見落とし」であり、アーロイが印のついた岩棚しかつかめないのは「パルクールマスター」にとって分かりにくいと考えた。Marchiafavaの主な批判は本作がオープンワールドゲームの確立された方式を用いていて、ありふれているということである。Brownは戦闘における他の側面に満足したが、近接戦闘の効果のなさと単純さを非難した。Delahunty-Lightは同様に近接戦闘が可能性を活かしきれていないと述べて、ジャンプ動作のシステムに異議を唱えた。O'Brienはセリフが時折他の知的な語り口と矛盾していると感じた。Kollarは視覚表現の欠点としてキャラクターモデルを不満に思った。
ゲームディレクターの横尾太郎は好きなPlayStation 4のゲームのリストに本作を載せた。『Entertainment Weekly』は2017年のベストゲームで4位とし、『GamesRadar+』は2017年のゲームベスト25のリストで2位とし、『Eurogamer』は「2017年ゲームトップ50」のリストで31位とした。『The Verge』は2017年のゲームベスト15に入れた。『Game Informer』の読者の選ぶ2017年ベストで、「Best Sony Game」の首位となり、「Best Action Game」と「Game of the Year」の2位になった。また、『Game Informer』は2017年ベストで「Best Sony Exclusive」とし、2017年アクションゲーム賞で「Best Story」と「Best Character」（アーロイ）とした。『EGMNow』は2017年ゲームベスト25で3位とし、『Polygon』は2017年ゲームベスト50で8位とした。本作は2017年PlayStation AwardsでGold PrizeとUsers Choice Prizeを受賞した。『Destructoid』の2017年Game of the Year Awardsで「Best PS4 Game」にノミネートした。また、『IGN』のBest of 2017 Awardsで「Best PlayStation 4 Game」と「Best Graphics」を受賞し、「Game of the Year」、「Best Action-Adventure Game」、「Best Art Direction」にノミネートした。『Giant Bomb』の2017年Game of the Year Awardsで「Best Looking Game」にノミネートした。2018年に、PlayStation BlogのGame of the Year Awardsで「Best PS4 Game」、「Best Performance」（Ashly Burch）、「Best Art Direction」、「Best Soundtrack」、「Best Story」、「Best Post-Release Content」、「Best PlayStation Console Exclusive」、「Best Use of PS4 Pro」を受賞した。

### 売上
『Horizon Zero Dawn』はイギリスで発売週に最も売れたゲームとなった。PlayStation 4の新規知的財産（IP）のうち、最大売上として『No Man's Sky』を上回り、『アンチャーテッド 海賊王と最後の秘宝』以来の最も成功した発売となり、ゲリラゲームズにおいてもこれまで新発売したもののうちで最大の売上となった。日本で初週11万7000枚近く売り上げ、初週2番目に多い売上となった。北米のPlayStation Storeで2月中に2番目に多くダウンロードされたゲームとなった。発売日が2月の最後の日であったため、1日の売上のみ集計された。
オーストラリアで発売週に最も売れたゲームとなった。2017年3月にイギリスで2番目に多い売上となり、PlayStation 4のゲームのうち最大の売上となった。また、PlayStation Storeで3月に最も売れたゲームとなった。2017年4月にイギリスの売上で1位となり、日本の売上で8位となった。2018年2月までに760万本超が売れ、1年後に1000万本を超え、PlayStation 4のゲームのベストセラーリストに入った。
収益を増やす努力の一環として、2020年にソニーは自社のタイトルをPCに移植することを決めた。本作はPC向けに2020年8月に発売され、70万本超を売り上げた。

### 受賞
| 年   | 賞                                                  | 部門                                                            | 結果       | 出典                    |
| ---- | --------------------------------------------------- | --------------------------------------------------------------- | ---------- | ----------------------- |
| 2015 | Game Critics Awards                                 | Best of Show                                                    | ノミネート | [ 107 ]                 |
| 2015 | Game Critics Awards                                 | Best Original Game                                              | 受賞       | [ 107 ]                 |
| 2015 | Game Critics Awards                                 | Best Console Game                                               | ノミネート | [ 107 ]                 |
| 2015 | Game Critics Awards                                 | Best Action/Adventure Game                                      | ノミネート | [ 107 ]                 |
| 2016 | Game Critics Awards                                 | Best of Show                                                    | ノミネート | [ 108 ] [ 109 ]         |
| 2016 | Game Critics Awards                                 | Best Original Game                                              | 受賞       | [ 108 ] [ 109 ]         |
| 2016 | Game Critics Awards                                 | Best Console Game                                               | ノミネート | [ 108 ] [ 109 ]         |
| 2016 | Game Critics Awards                                 | Best Action/Adventure Game                                      | ノミネート | [ 108 ] [ 109 ]         |
| 2016 | Gamescom 2016                                       | Best Preview/Vision                                             | 受賞       | [ 110 ]                 |
| 2016 | Golden Joystick Awards                              | Most Wanted Game                                                | ノミネート | [ 111 ] [ 112 ]         |
| 2016 | The Game Awards                                     | Most Anticipated Game                                           | ノミネート | [ 113 ]                 |
| 2017 | The Independent Game Developers' Association Awards | Audio Design                                                    | ノミネート | [ 114 ]                 |
| 2017 | The Independent Game Developers' Association Awards | Diversity Award                                                 | ノミネート | [ 114 ]                 |
| 2017 | The Independent Game Developers' Association Awards | Role Playing Game                                               | 受賞       | [ 114 ]                 |
| 2017 | Golden Joystick Awards                              | Best Storytelling                                               | 受賞       | [ 115 ] [ 116 ] [ 117 ] |
| 2017 | Golden Joystick Awards                              | Best Visual Design                                              | 2位        | [ 115 ] [ 116 ] [ 117 ] |
| 2017 | Golden Joystick Awards                              | Best Gaming Performance (Ashly Burch)                           | 受賞       | [ 115 ] [ 116 ] [ 117 ] |
| 2017 | Golden Joystick Awards                              | Best PlayStation Game                                           | 受賞       | [ 115 ] [ 116 ] [ 117 ] |
| 2017 | Golden Joystick Awards                              | Ultimate Game of the Year                                       | 2位        | [ 115 ] [ 116 ] [ 117 ] |
| 2017 | Golden Joystick Awards                              | Best Audio                                                      | ノミネート | [ 115 ] [ 116 ] [ 117 ] |
| 2017 | The Game Awards                                     | Game of the Year                                                | ノミネート | [ 118 ]                 |
| 2017 | The Game Awards                                     | Best Game Direction                                             | ノミネート | [ 118 ]                 |
| 2017 | The Game Awards                                     | Best Narrative                                                  | ノミネート | [ 118 ]                 |
| 2017 | The Game Awards                                     | Best Art Direction                                              | ノミネート | [ 118 ]                 |
| 2017 | The Game Awards                                     | Best Performance (Ashly Burch)                                  | ノミネート | [ 118 ]                 |
| 2017 | The Game Awards                                     | Best Action/Adventure Game                                      | ノミネート | [ 118 ]                 |
| 2018 | 45th Annie Awards                                   | Outstanding Achievement for Character Animation in a Video Game | ノミネート | [ 119 ]                 |
| 2018 | Writers Guild of America Awards 2017                | Outstanding Achievement in Videogame Writing                    | 受賞       | [ 120 ] [ 121 ]         |
| 2018 | 21st Annual D.I.C.E. Awards                         | Game of the Year                                                | ノミネート | [ 122 ] [ 123 ]         |
| 2018 | 21st Annual D.I.C.E. Awards                         | Adventure Game of the Year                                      | ノミネート | [ 122 ] [ 123 ]         |
| 2018 | 21st Annual D.I.C.E. Awards                         | Outstanding Achievement in Animation                            | ノミネート | [ 122 ] [ 123 ]         |
| 2018 | 21st Annual D.I.C.E. Awards                         | Outstanding Achievement in Art Direction                        | ノミネート | [ 122 ] [ 123 ]         |
| 2018 | 21st Annual D.I.C.E. Awards                         | Outstanding Achievement in Character (Aloy)                     | ノミネート | [ 122 ] [ 123 ]         |
| 2018 | 21st Annual D.I.C.E. Awards                         | Outstanding Achievement in Original Music Composition           | ノミネート | [ 122 ] [ 123 ]         |
| 2018 | 21st Annual D.I.C.E. Awards                         | Outstanding Achievement in Story                                | 受賞       | [ 122 ] [ 123 ]         |
| 2018 | 21st Annual D.I.C.E. Awards                         | Outstanding Technical Achievement                               | 受賞       | [ 122 ] [ 123 ]         |
| 2018 | 21st Annual D.I.C.E. Awards                         | Outstanding Achievement in Game Design                          | ノミネート | [ 122 ] [ 123 ]         |
| 2018 | 21st Annual D.I.C.E. Awards                         | Outstanding Achievement in Game Direction                       | ノミネート | [ 122 ] [ 123 ]         |
| 2018 | SXSW Gaming Awards                                  | Excellence in Visual Achievement                                | 受賞       | [ 124 ] [ 125 ]         |
| 2018 | SXSW Gaming Awards                                  | Excellence in Animation                                         | ノミネート | [ 124 ] [ 125 ]         |
| 2018 | SXSW Gaming Awards                                  | Most Promising New Intellectual Property                        | 受賞       | [ 124 ] [ 125 ]         |
| 2018 | SXSW Gaming Awards                                  | Excellence in Gameplay                                          | ノミネート | [ 124 ] [ 125 ]         |
| 2018 | SXSW Gaming Awards                                  | Excellence in Design                                            | ノミネート | [ 124 ] [ 125 ]         |
| 2018 | SXSW Gaming Awards                                  | Video Game of the Year                                          | ノミネート | [ 124 ] [ 125 ]         |
| 2018 | Game Developers Choice Awards                       | Best Audio                                                      | ノミネート | [ 126 ] [ 127 ]         |
| 2018 | Game Developers Choice Awards                       | Best Design                                                     | ノミネート | [ 126 ] [ 127 ]         |
| 2018 | Game Developers Choice Awards                       | Best Narrative                                                  | ノミネート | [ 126 ] [ 127 ]         |
| 2018 | Game Developers Choice Awards                       | Best Technology                                                 | 受賞       | [ 126 ] [ 127 ]         |
| 2018 | Game Developers Choice Awards                       | Best Visual Art                                                 | ノミネート | [ 126 ] [ 127 ]         |
| 2018 | Game Developers Choice Awards                       | Game of the Year                                                | ノミネート | [ 126 ] [ 127 ]         |
| 2018 | 14th British Academy Games Awards                   | Artistic Achievement                                            | ノミネート | [ 128 ] [ 129 ]         |
| 2018 | 14th British Academy Games Awards                   | Audio Achievement                                               | ノミネート | [ 128 ] [ 129 ]         |
| 2018 | 14th British Academy Games Awards                   | Best Game                                                       | ノミネート | [ 128 ] [ 129 ]         |
| 2018 | 14th British Academy Games Awards                   | Game Design                                                     | ノミネート | [ 128 ] [ 129 ]         |
| 2018 | 14th British Academy Games Awards                   | Music                                                           | ノミネート | [ 128 ] [ 129 ]         |
| 2018 | 14th British Academy Games Awards                   | Narrative                                                       | ノミネート | [ 128 ] [ 129 ]         |
| 2018 | 14th British Academy Games Awards                   | Original Property                                               | 受賞       | [ 128 ] [ 129 ]         |
| 2018 | 14th British Academy Games Awards                   | Performer (Ashly Burch)                                         | ノミネート | [ 128 ] [ 129 ]         |
| 2018 | Ivor Novello Awards                                 | Best Original Video Game Score                                  | 受賞       | [ 130 ]                 |

## 関連商品
公式のサウンドトラックCDが販売されている。
2020年に米国で漫画版が発売された。本編終了後のアーロイらの活躍を描いたオリジナルストーリーになっている。次回作Horizon Forbidden Westの豪華版にはデジタルコミックの第1巻が付属する。

### コラボレーション
以下のようなゲーム作品でアーロイ(の衣装や武器)が登場するなどのコラボレーションが行われた。
- モンスターハンター:ワールド
- フォートナイト(PS4/PS5版)
- 原神
- ラチェット&クランク パラレル・トラブル - 武器「RYNO8」が異次元から召喚する物体の中に本作の機械獣が含まれている。